# Муртаза-Али
Царевич Муртаза-Али (после крещ. Михаил Кайбулович, тат. Mortazağali, Мортазагали, مرتضىعلی‎; ум. ок. 1575) —  сын астраханского царевича Абдуллы Ак-Кубекова и брат касимовского правителя Мустафы-Али. 
Перешёл на русскую службу в 1552 году.
Владел Звенигородом после царя Симеона Касаевича Казанского, скорее всего с 1569 г.

## Михаил Кайбулович царевич Астраханский
В 1570 году крестился. После крещения звался Михаилом Кайбулиным сыном Аккубековым.
В 1572 году стал во главе Боярской думы. Стал зваться Михаилом Кайбуловичем царевичем Астраханским.
В 1573 году присутствовал с женою на свадьбе короля Магнуса с Марией Владимировной Старицкой. На бракосочетании "быть царевичу Михаилу Кайбуловичу тысяцким, а с королевской стороны сидеть в большом месте царевиче Михайлове княгине" имя которой к сожалению не упомянуто.
Был еще жив в марте 1575 года.
В.В. Вельяминов-Зернов в своих исследованиях о касимовских царях и царевичах пришёл к заключению, что царевич умер около 1575 года. Это вполне вероятно, так как в 1577/78 годах Агафья Ивановна была уже вдовою и инокиней.

## Семья
Женат на Агафье Ивановне Шереметевой (ум. после 27 ноября 1613 г.) — дочь боярина и воеводы Ивана Васильевича (Большого). Упоминается женою уже в 1573 году. В этом же году она присутствовала в Новгороде на свадьбе короля Магнуса с княжной Марией Владимировной Старицкою. В 1577 году упоминается в писцовой книге московского стана Коломенского уезда "за старицей Агафией Ивановной дочерью Василия Шереметева Большого купля отца ея у Григория Истомина сына Оладьина...". 
Дети:
- Кайбулин Михаил Михайлович — в феврале 1623 года царь Михаил Фёдорович пожаловал ему жениться на Марии Григорьевне, дочери Григория Петровича Ляпунова.

## Критика
Сын Михаил назван с отчеством Михайлович неверно. В разряде свадьбы этого царевича он назван Михаилом Кайбуловичем или Кайбулиным, а отчество Михайлович придано автором истории "Род Шереметьевых" произвольно. Также в разрядных книгах он назван Михаилом Кайбулиным, без отчества Михайлович.  
В.В. Вельяминов-Зернов утверждал, что царевич Михаил, очевидно не имеет ничего общего с сыном Абдуллы Ак-Кубекова, Муртаза-Алием, носившего по крещении тоже самое имя Михаила Кайбуловича или Кайбулины и скончавшегося около 1575 года. В бумагах академика Х.Д. Френа он нашёл сведения следующего рода: "у астраханского царевича Араслана-Алиева сына Кайбулина сын Кутулгирей (читай: Кутлу-Гирей) в 1616 году принял христианство и назван Михаилом Араслановичем". Историк приходит к выводу, что царевич Кутлугирей был сыном Араслана-Алия, младшего брата Муртаза-Алия — Михаила, женатого на Агафье Ивановне Шереметьевой и следовательно, приходился последнему племянником. Братья Муртаза-Али и Араслан-Али были сыновьями астраханского царевича Абдуллы (у русских Кайбулы) умершего в 1570 году. Таким образом, царевич Михаил Арасланович Кайбулин, крестившийся в 1616 году и женившейся в 1623 году на Ляпуновой был не сыном Агафьи Шереметьевой, а племянником её по мужу.
Немедленно после смерти мужа Агафья Шереметьева постриглась и все свои вотчины отдала в монастырь, что свидетельствует о том, что брак был бездетным. Имей она сына — он, конечно, унаследовал бы хотя некоторую их долю.